# Alexander Seik
Alexander Seik (16. září 1824 Mirotice – 2. října 1905 Tábor) byl raný český fotograf, jeden z předních tvůrců chromofotografie a starosta Tábora.

## Životopis
Alexander Seik se narodil 16. září 1824 v Miroticích u Písku. Jako mnoho raných fotografů se nejprve zabýval malováním podobizen, ale už 1. června 1855 začal provozovat v Mladé Vožici živnost fotografickou a stal se tak jedním z prvních českých fotografů vůbec.
V roce 1857 se přestěhoval do Tábora kde si brzy jeho fotografický ateliér v Nádražní ulici v domě č. p. 516 (na místě dnešního hotelu Palcát) získal velkou oblibu. Úspěšně se zabýval jak zhotovováním fotografických vizitek a kolorovaných portrétů větších formátů (nejstarší známé portréty tohoto autora jsou portréty rodičů Augusta Sedláčka datovány do roku 1858 uložené ve sbírkách Prácheňského muzea v Písku), tak v té době nesmírně náročným fotografováním v exteriéru. V roce 1860 prodal městu fotografii Tábora za 26 zlatých, což byla zhruba průměrná měsíční mzda učitele. Do Tábora se sjížděli zákazníci i z okolních měst, a to i z těch, kde fotografický ateliér byl.
Rozkvět podniku dokazuje i otevření nového fotografického „salonu“ roku 1865 v domě p. Mrazíka (dnes proti divadlu) s modernějším vybavením. Krok to však nebyl nejšťastnější – po necelých dvou měsících provozu Seik oznámil, že ateliéru se nedostává světla a proto znovu otevře svou původní fotografickou dílnu zcela obnovenou a vkusně vybavenou.
Mezinárodní slávy dosáhl Seikův ateliér během pruské invaze v roce 1866, kdy se mnoho pruských vojáků nechalo vyfotografovat a podobizny si zaslat domů, jelikož Seikovy fotografie údajně předčily ty dostupné v Berlíně. Několik těchto podobizen se zachovalo ve sbírkách Husitského muzea v Táboře.
Seik mnohokráte zmiňoval své nejrůznější fotografické vynálezy, jejich podstata však zůstává záhadou. Specialitou jeho ateliéru byla chromofotografie, technika portrétů s plastickým dojmem, kterou si osvojilo jen několik fotografů a patří ke specialitám fotografie ve střední Evropě. Chromofotografie byly několikráte chváleny už v II. ročníku týdeníku Tábor v roce 1865 a pisatel se zmiňuje, že Seik tuto techniku zdokonalil vlastním vynálezem a zbavil je tak „onoho outlého nádechu“. Článek Jakuba Husníka z roku 1869 také zmiňuje, že Seik vynálezem zdokonalil metodu fotografování na „porculán“ a zhotovuje tak zdařilé fotografie.
Stále podstatnější byla i Seikova činnost ve společenských kruzích. V roce 1867 se stal členem (a později, roku 1883, i velitelem) sboru ostrostřelců, kterým připravil album s portréty členů. (Toto album je největší známý zachovalý soubor Seikových fotografií uložené ve sbírkách Husitského muzea v Táboře.) V roce 1870 byl poprvé zvolen do obecního zastupitelstva. V roce 1872 se stal členem fotografické společnosti ve Vídni a roku 1873 členem městské rady. Téhož roku mu byl svěřen policejní referát.
„Zdejší fotografové, veleznámí pánové Sejk a Schächtl spojili se tyto dny soukromou úmluvou k společné práci, a sice tím způsobem, že oba, každý jinak samostatný o své osobní firmě, společně obstarávati budou všechny fotografické zakázky v městě a okolí na útraty společné, jež v první chvíli krýti bude záloha 200 zl, kterou p. Alex. Sejk do závodu zapůjčil, a podělovati se budou dílem stejným z užitku čistého.“
Tímto prohlášením otištěném v roce 1878 v týdeníku Český Jih vznikly „Spojené fotografické dílny Alexandra Seika a Ignáce Schächtla“. V tomto období jsou některé fotografie signovány společným logem obou fotografů, jiné zase zvlášť.
Ignácovi Schächtlovi tato spolupráce velmi prospěla a jeho jméno v Táboře vešlo do všeobecného povědomí. Do svého ateliéru si pořídil přístroj na zvětšování fotografií, v té době velmi neobvyklé vybavení. Inzeroval i mikroskopické fotografie zvětšené 1000–4000krát.
Seik ale pomalu ztrácel zájem o fotografii a věnoval se intenzivněji politice a tak společná činnost pomalu skončila asi v roce 1886, kdy oba salony opět začaly inzerovat zvlášť.
Alexander Seik byl zvolen za starostu Tábora roku 1889. Za deset let jeho starostování Tábor prošel významným vývojem. Byla provedena rekonstrukce Bechyňské brány a děkanského kostela podle návrhu architekta Josefa Mockera. Železniční doprava byla rozšířena směrem na Písek a Jihlavu a tím se Tábor stal podstatnou křižovatkou. Byl postaven společenský dům Střelnice a Seik se zasloužil i o stavbu nové Tabákové továrny (dnes městský úřad a obchodní dům).
Seik zemřel 2. října 1905. V tehdejších novinách se dočteme:
„V požehnaném věku kmetském odchází od nás muž, který, ač nebyl rodákem tohoto města, přec jeho slávě, jeho rozkvětu věnoval celý život svůj.
Vstoupil v řady tichých ale svědomitých pracovníků naší obce, z nichž mnozí, přemnozí nás již dávno navždy opustili, vstoupil v době té, kdy Tábor se probouzel, kdy z omšelých stínů staré slávy sbíral se a mohutněl v město nové, kvetoucí. Pracoval poctivě, tiše a kladl základy k blahu dob pozdějších, a dočkal se ještě v pozdním večeru dlouhého věku svého, že viděl zásvit červánků lepších dob.
Umírá klidně, obklopen požehnáním své práce, věnované městu, ku kterému přilnul jako k svému rodišti. A město to, které odvděčilo jeho zásluhy a jmenovalo jej svým čestným měšťanem, to město klade věnec vzpomínek na jeho rakev a v dějiny velké své píše jméno jeho v řady nejlepších synů svých, ono loučí se s ním tím bolestným pozdravem:
Odpočiň v pokoji - památka tvá zůstane v požehnání.“

## Galerie

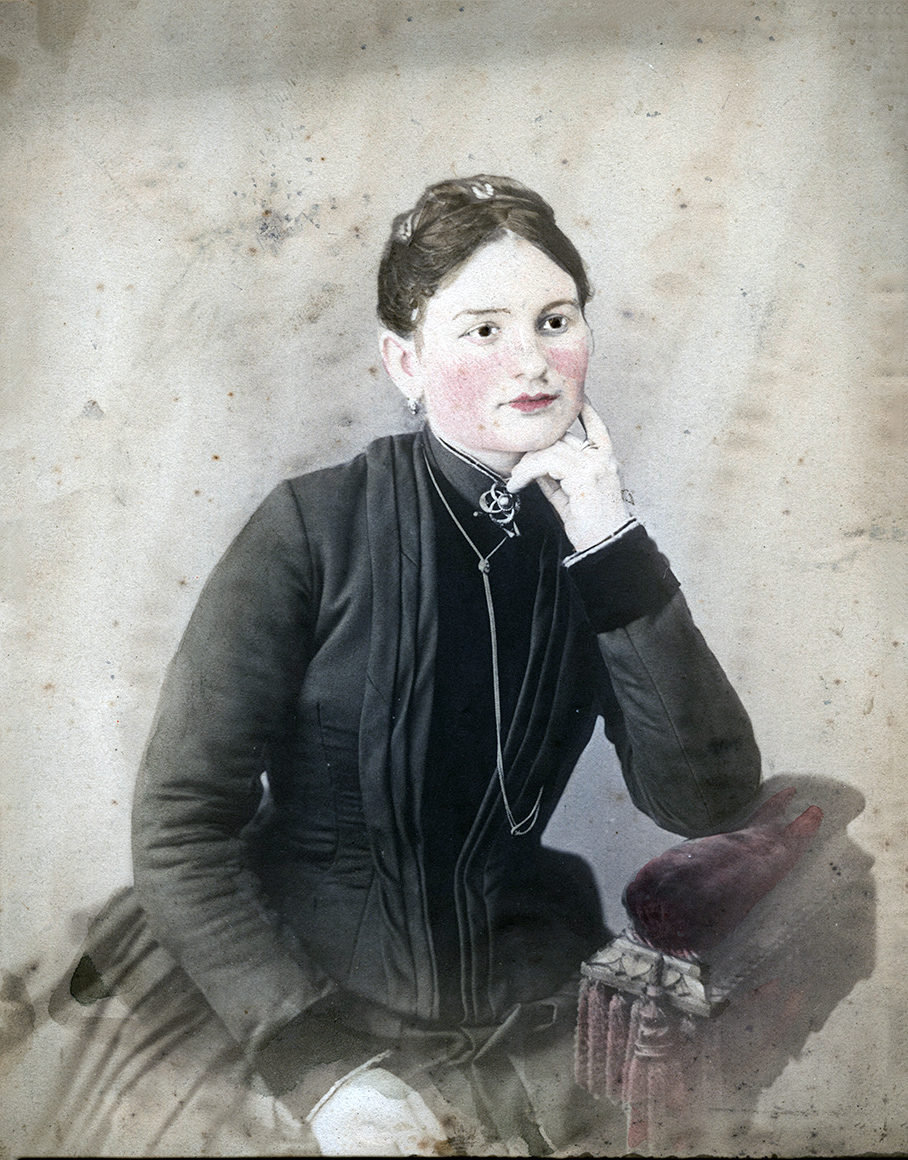
Spodní vrstva chromofotografie vytvořené Alexanderem Seikem kolem roku 1870.
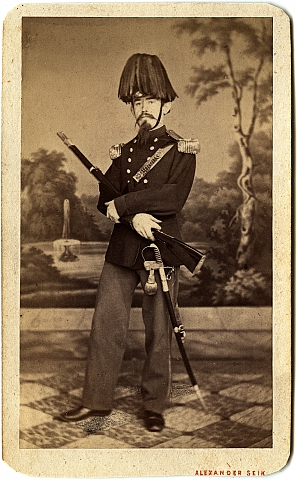
Řadový ostrostřelec s dvojrohým kloboukem s fedrpušem (chocholem z kohoutího peří), 1869.
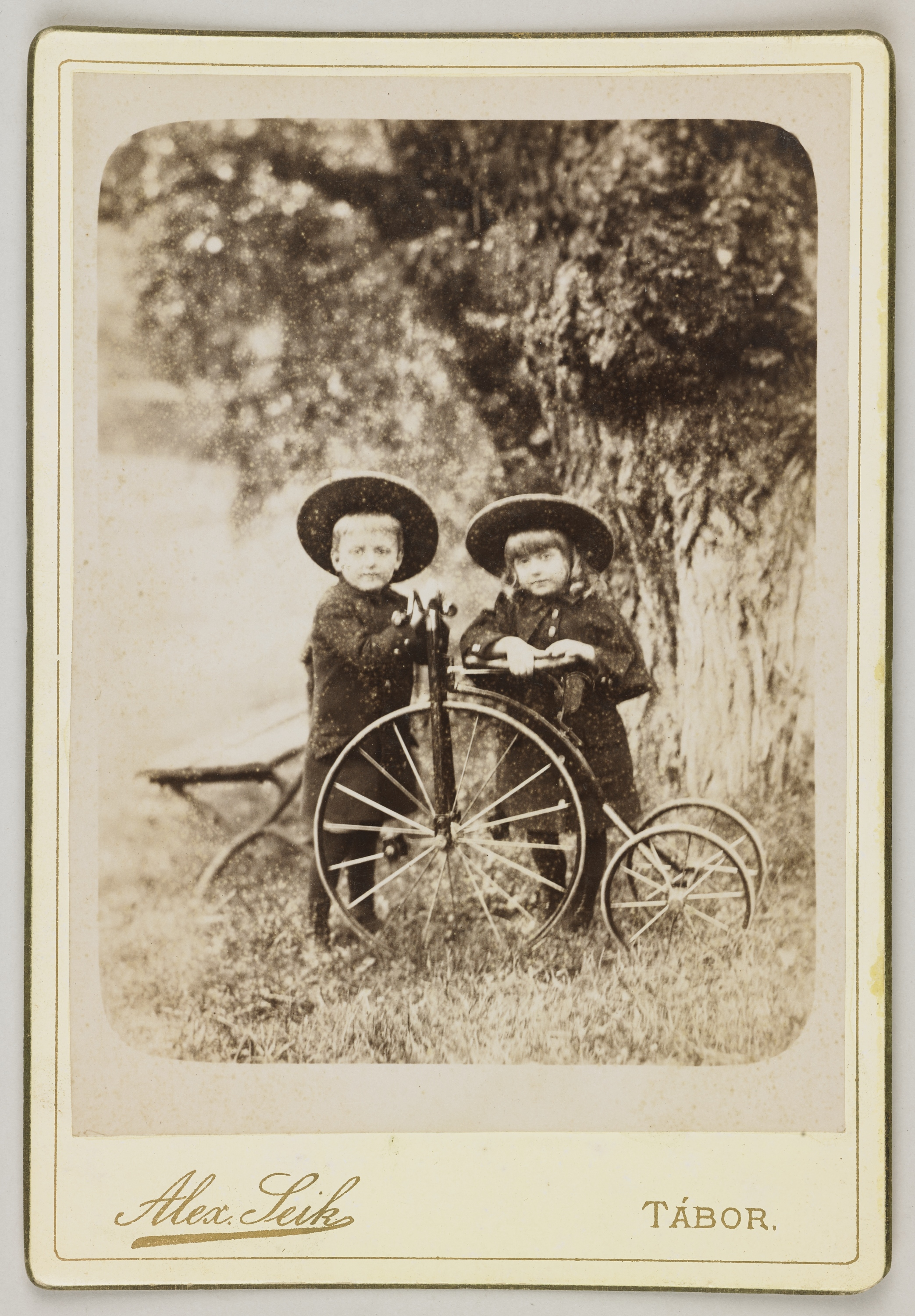
Sidonie a Karel Nádherní z Borutína, 1890 (SOA Praha).